# NGC 5466
NGC 5466 è un ammasso globulare visibile nella costellazione del Boote.
Si può individuare anche con piccoli strumenti come binocoli o telescopi amatoriali, 5 gradi a WSW della stella ρ Bootis; un telescopio riflettore da 250mm permette di iniziare la risoluzione. È uno degli ammassi alla portata di piccoli strumenti più lontani e meno concentrati che si conoscano: appartiene alla classe XII e dista dal sole oltre 50 000 anni-luce.
Sembra che sia la fonte di una corrente stellare scoperta nel 2006, a cui le è stato dato il nome dell'ammasso.